# Myrmozercon
Myrmozercon es un género de ácaros perteneciente a la familia  Laelapidae.

## Especies
- Myrmozercon acuminatus (Berlese, 1903)
- Myrmozercon aequalis (Banks, 1916)
- Myrmozercon antennophoroides (Berlese, 1903)
- Myrmozercon brachiatus (Berlese, 1903)
- Myrmozercon brevipes Berlese, 1902
- Myrmozercon diplogenius (Berlese, 1903)
- Myrmozercon iainkayi Walter, 2003
- Myrmozercon liguricus (Vitzthum)
- Myrmozercon robustisetae Rosario & Hunter, 1988
- Myrmozercon rotundiscutum Rosario & Hunter, 1988
- Myrmozercon scutellatus (Hull, 1923)